# Francisco Maestre Laborde-Boix
Francisco Maestre Laborde-Boix (València, 1872 - 1920) fou un advocat, polític i noble valencià, germà major de José Maestre Laborde-Boix. Fou alcalde de València el 1903-1904 i el 1913-1915, i posteriorment governador civil de Cadis, Sevilla i Barcelona el 1919-1920.

## Biografia
Se llicencià en dret per la Universitat de València. Com el seu germà menor, milità en el Partit Conservador dins del corrent de Francisco Silvela, amb el qual el 1899 fou nomenat regidor de l'ajuntament de València pel districte d'Universitat. Després de la retirada de Silvela, s'alineà primer amb Antoni Maura i després amb Eduardo Dato e Iradier.
El primer mandat com alcalde de València del regidor conservador Francisco Maestre fou breu. Rebé el nomenament el 16 de novembre de 1903, prengué possessió del càrrec sense solemnitats, enmig del conflicte creat pel tema de les actes del districte Centre, i per Nadal del mateix any ja havia estat rellevat del càrrec a proposta del governador. Durant aquest primer i breu mandat, el 8 de desembre de 1903, la recentment creada Banda Municipal de València donà la primera audició. També, i després de 27 anys d'obres, finalitzà l'obertura del carrer de la Pau, nascuda amb una estretor (16 metres) en principi no projectada.
La presa de possessió com alcalde de València del segon mandat de Maestre es feu amb tota solemnitat. No hi ha presses, ni tensions polítiques que sovint fan que l'arribada d'un nou alcalde no es publicite excessivament. Amb una corporació favorable on els republicans tenen problemes interns, l'alcalde Maestre fa un discurs d'inauguració amb un àmpli programa d'obres i millores que compta amb el suposat favor del govern central conservador d'Eduardo Dato.

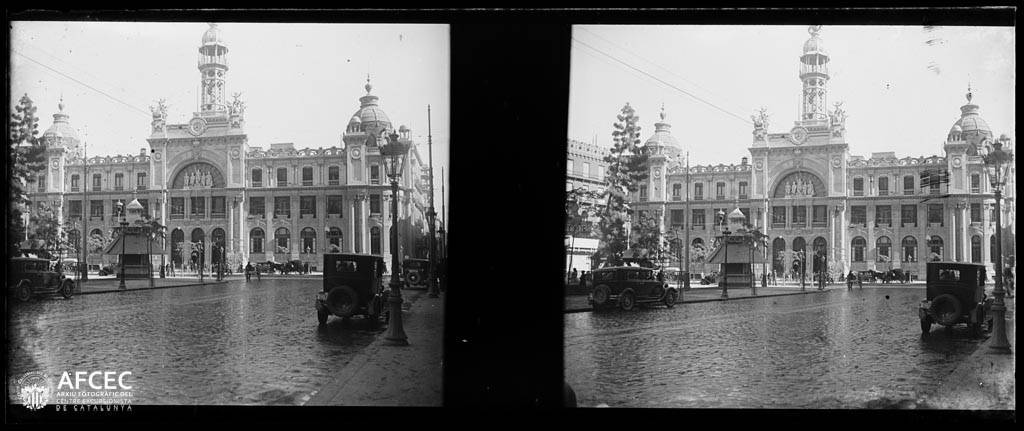
Palau de Correus a l'època

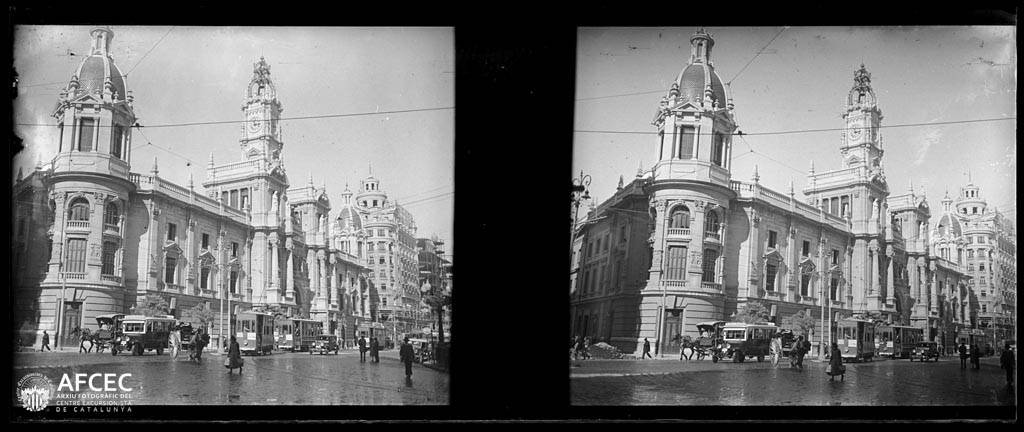
Casa Consistorial, a l'època

Mestre té àmplis propòsits i aviat viatjarà a Madrid per tal d'exposar-los: vol que, després de molta espera, se construïsca el nou edifici del Banc d'Espanya i el Palau de Correus i Telègrafs a la plaça d'Emilio Castelar. A més, allà mateix, contracta per 100.000 pessetes la creació de grups escultòrics per a la nova façana del Palau Consistorial, de la qual s'encarrega Mariano Benlliure. Però encara més, l'alcalde Maestre vol solucions per al tema del tren directe Madrid-València, per a la construcció necessària de noves facultats universitàries que descongestionen l'antic edifici de la universitat i per al problema dels passos a nivell.
El seu fort caràcter i capacitat per a enfrontar-se a situacions de conflicte el dugueren a ocupar diversos governs civils en cirscunstàncies complexes. En concret foren els de Cadis (juny a novembre de 1917), Sevilla (juliol a desembre de 1919) i Barcelona (desembre de 1919 a juny de 1920). Durant l'etapa en Catalunya, els moviments obrers i anarquistes, que reclamaven canvis socials immediats, provocaren revolucions proletàries, castrenses i burgueses, la repressió de les quals li fou encomanada. Aquest fet li provocà moltes enemistats. El mateix 1920 s'instalaria novament a València.

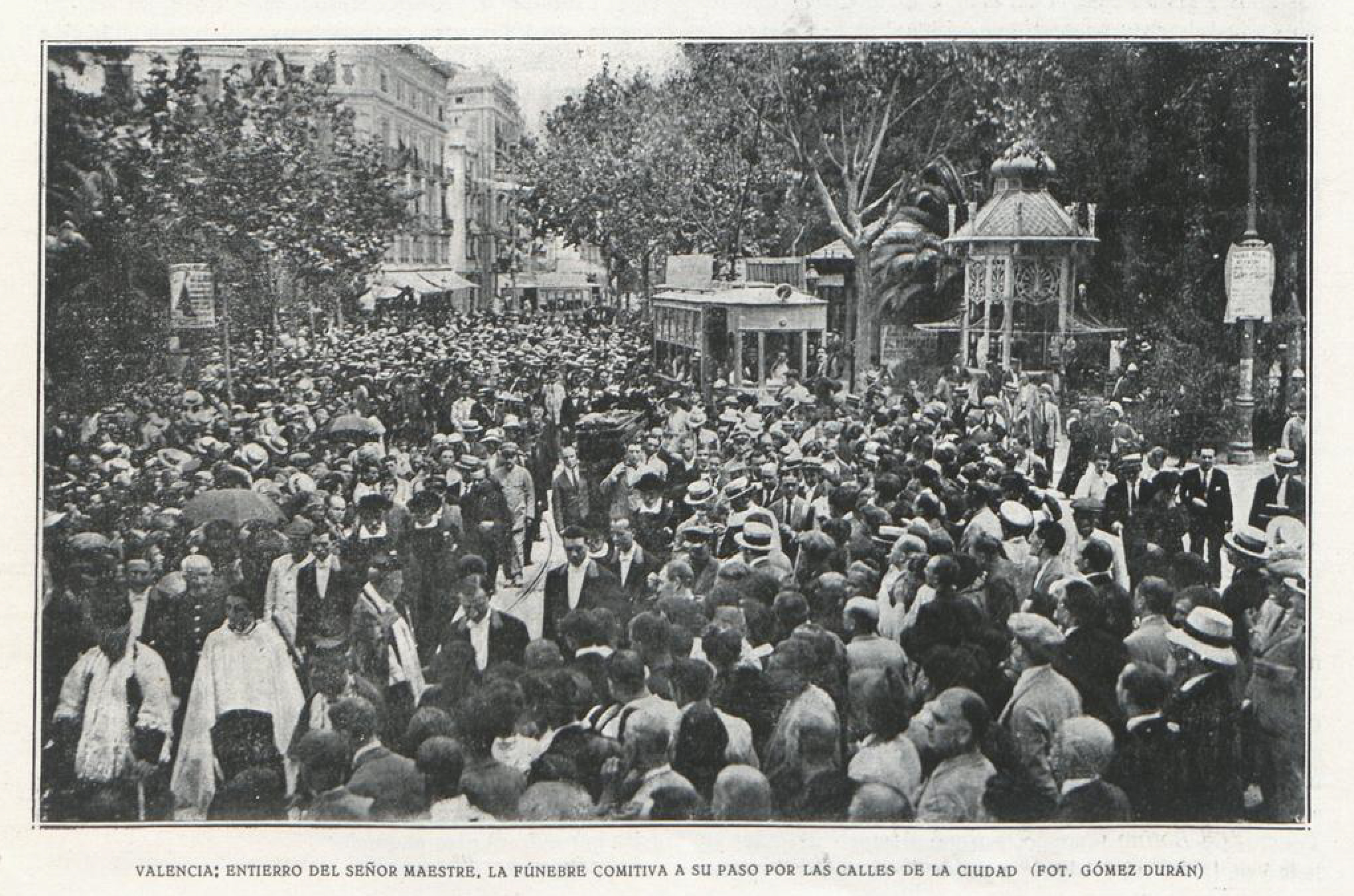
Comitiva fúnebre, 14 d'agost 1920

Francisco Maestre morí el 4 d'agost de 1920, després de ser victima d'una atemptat terrorista anarquista; mentre tornava a casa amb sa muller i sa cunyada, la marquesa de Tejares, després de fer un passeig pel port de València, a l'altura del camí nou del Grau, uns desconeguts s'acostaren al cotxe on viatjaven i els dispararen, fet que provocà la mort de Maestre i sa cunyada. Fou comte de Salvatierra d'Àlava pòstumament mercès al seu matrimoni amb Dolores Gómez-Medeviela y Pocurrull, qui rehabilità el títol en restar vídua.